# Arista Networks
Pour les articles homonymes, voir Arista.
Arista Networks (anciennement Arastra) est un fabricant de matériel de réseau informatique siégeant à Santa Clara (Californie). La société conçoit et vend des commutateurs réseau pour fournir des solutions de Software Defined Networking (SDN) pour les datacenters, le cloud computing, les superordinateurs et environnements de transactions à haute fréquence. Les produits d'Arista comprennent une gamme de commutateurs réseau (switch) 10/40/100 Gigabit Ethernet à faible latence dits cut through, y compris le 7124SX, qui était le commutateur le plus rapide au monde sur connecteurs optiques SFP+ jusqu'en septembre 2012, avec sa latence inférieure à 500 ns. Arista a son propre système d'exploitation réseau basé sur Linux, EOS (Extensible OS), qui fonctionne sur tous ses produits.

## Histoire de l'entreprise
Andy Bechtolsheim cofonde Sun Microsystems en 1982 et en est le directeur général de conception du matériel. En 1995, David Cheriton cofonde Granite Systems avec Bechtolsheim, une société qui développe des produits gigabit Ethernet, qui est ensuite acquise par Cisco Systems en 1996. En 1998, Les étudiants de l'université Stanford Sergey Brin et Larry Page rencontrent Bechtolsheim après avoir été invités chez Cheriton. Lors de la rencontre, Bechtolsheim leur donne leur premier chèque afin de financer leur entreprise, Google, et Cheriton investit la même somme. En 2001, Cheriton et Bechtolsheim fondent une autre start-up, Kealia, qui est acquise par Sun en 2004. De 1996 à 2003, Bechtolsheim et Cheriton occupent des postes de direction chez Cisco, dirigeant le développement de la gamme de produits Catalyst, avec Kenneth Duda qui avait été le premier employé de Granite Systems.
En 2004, le trio fonde ensuite Arastra (rebaptisé plus tard Arista). Grâce à leur excellent investissement avec Google, Bechtolsheim et Cheriton furent en mesure de financer l'entreprise eux-mêmes. En mai 2008, Jayshree Ullal (en) quitte Cisco après 15 ans avec la société, et est nommée PDG de Arista en octobre 2008.

## Produits

### Extensible Operating System
EOS (littéralement « système d'exploitation extensible ») est le système d'exploitation d'Arista, disponible sous forme d'image unique fonctionnant sur tous les équipements Arista ou dans une machine virtuelle. Il fonctionne avec un noyau Linux non modifié dans un espace utilisateur basé sur Fedora. Plus d'une quarantaine de processus non-privilégiés, appelés agents, sont responsables des différents aspects et fonctionnalités du matériel, tels que les pilotes gérant la commutation des ASICs, l'interface en ligne de commande (CLI), SNMP, Spanning Tree Protocol, et autres protocoles de routage divers. L'état entier du matériel et de ses divers protocoles est centralisé dans un autre processus, appelé Sysdb. Séparer le traitement effectué par les agents de leur état (stocké dans Sysdb) confère à EOS deux propriétés importantes. La première est le confinement de panne logicielle, ce qui signifie que lorsqu'un dysfonctionnement du logiciel survient, les dommages sont limités à un seul agent,. La seconde est la possibilité de redémarrer à chaud, car puisque l'état est stocké dans Sysdb, un agent qui redémarre peut reprendre là où il s'était arrêté. Comme les agents sont des processus indépendants, ils peuvent aussi être mis à jour à chaud (une fonction appelée ISSU – In-Service Software Upgrade – Mise à jour logicielle en service).
Le fait qu'EOS fonctionne sous Linux permet l'utilisation d'outils Linux standards sur le commutateur lui-même, tel que tcpdump ou les systèmes de gestion de configuration habituels. EOS offre de vastes APIs pour communiquer avec et contrôler tous les aspects du matériel. À vrai dire, sa CLI est une collection de scripts Python qui appellent simplement ces APIs, tout en offrant une CLI qui ressemble à celle d'IOS. Afin de démontrer l'extensibilité d'EOS, Arista a développé un module baptisé CloudVision qui étend la ligne de commande en utilisant XMPP comme un bus de messages partagé pour la gestion et la configuration de commutateurs. Ceci a été mis en œuvre tout simplement en intégrant une bibliothèque existante open-source en Python avec la CLI.

### Programmabilité
En plus de toutes les fonctionnalités de programmation et scriptage standards traditionnellement disponibles dans un environnement Linux, EOS peut également être programmé à travers différents mécanismes:
- la fonctionnalité appelée Advanced Event Management[18] (Gestion Avancée des Évènements), peut être utilisée pour réagir à des évènements et exécuter automatiquement des commandes ou des scripts, ou envoyer des alertes lorsque des changements d'état se produisent dans le commutateur, tel que la perte de réseau sur une interface ou une machine virtuelle migrant vers un autre hôte ;
- Event Monitor enregistre les changements appliqués aux tables de MAC, ARP et routage dans une base de données SQLite locale pouvant être consultée ultérieurement via des requêtes SQL[19] ;
- eAPI (External API, API Externe)[20] offre une interface JSON-RPC versionée pour exécuter des lignes de commande et obtenir leurs sorties sous forme d'objets structurés en JSON.

### Commutateurs Ethernet
La gamme de produits d'Arista peut être divisée en sept groupes de commutateurs aux performances diverses. 
Le faible temps de latence des commutateurs Arista a rendu la plate-forme répandue dans les environnements de transactions à haute fréquence, tels que la Chicago Board Options Exchange (la plus grande bourse américaine où se négocient les contrats d'options), Lehman Brothers ou RBC Capital Markets. En octobre 2009, un tiers de ses clients sont de grandes entreprises de Wall Street.
Bien qu'Arista fasse des commutateurs, leurs commutateurs supportent des protocoles de niveau 3, tels que IGMP, VRRP, RIP ou BGP. Les autres protocoles réseaux supportés incluent OSPF, IS-IS ainsi que OpenFlow. Les commutateurs sont également capables d'utiliser ECMP au niveau 3 ou niveau 4, et d'appliquer des listes de contrôle d'accès de niveau 3 ou 4 à chaque port, entièrement avec le matériel (sans intervention du control plane).
Tous les commutateurs d'Arista sont construits en utilisant des composants du marché (aussi appelés « merchant silicon ») différents d'ASIC de commutation personnalisés. D'autres concurrents importants tels que Cisco Systems et Juniper ont également commencé à suivre la même stratégie, ce qui a conduit à de multiples produits concurrents construits sur les mêmes puces. Par exemple la puce Trident de Broadcom est utilisée dans certains commutateurs Cisco Nexus, Juniper QFX, Force10, IBM et HP. L'intégration des puces avec le reste du système (y compris l'intégration avec la MAC et PHY, ainsi que les pilotes et périphériques sur le plan de contrôle) et le logiciel sont ce qui différencie les produits concurrents. 
En novembre 2013, Arista Networks introduit le réseau en Spline, combinant les architectures dites en "spine-leaf" dans un réseau à un seul niveau, visant ainsi à réduire les coûts opérationnels.

## Principaux concurrents
1. Avaya
2. Brocade Communications Systems
3. Cisco Systems
4. Dell (à la suite de l'acquisition de Force10 (en))
5. Extreme Networks
6. Hewlett Packard Enterprise Networking (en)
7. Juniper Networks
8. Mellanox Technologies
9. Nokia